# Championnat de France FFSA GT 2012
Navigation
2011 2013
Le Championnat de France GT 2012 est la 16e saison du Championnat de France FFSA GT.
La saison débute à Lédenon le 28 avril pour se terminer au Castellet le 28 octobre. Six meeting se font dans le cadre du GT Tour plus un meeting sur le Circuit Bugatti au Mans pour la Fête de l'ACO, le même week-end que les 24 Heures Karting.

## Repères de début de saison
- Les meetings de Nogaro (Coupes de Pâques) et d'Albi disparaissent du calendrier et sont remplacés par des meetings au Mans et sur le seul circuit hors-hexagone, le Circuit de Navarre (Espagne).
- Les courses changent de format, elles durent désormais une heure chacune.
- Barème :

| Position         | Position         | Position         | Position         | Position         | Position         | Position         | Position         | Position         | Position         | Position |
| Nombre de points | Nombre de points | Nombre de points | Nombre de points | Nombre de points | Nombre de points | Nombre de points | Nombre de points | Nombre de points | Nombre de points |          |
| 1er              | 2e               | 3e               | 4e               | 5e               | 6e               | 7e               | 8e               | 9e               | 10e              |          |
| ---------------- | ---------------- | ---------------- | ---------------- | ---------------- | ---------------- | ---------------- | ---------------- | ---------------- | ---------------- | -------- |
| 25               | 18               | 15               | 12               | 10               | 8                | 6                | 4                | 2                | 1                |          |

Le système de points en 2012 est le même qu'en FIA GT3 et il est appliqué sur les 2 courses.

## Engagés
| Équipe                  | Voiture                                 | No. | Pilote                  | Cat. | Manches |
| ----------------------- | --------------------------------------- | --- | ----------------------- | ---- | ------- |
| Pro GT by Alméras       | Porsche 911 GT3 R (997)                 | 1   | Franck Perera           | CPT  | toutes  |
| Pro GT by Alméras       | Porsche 911 GT3 R (997)                 | 1   | Laurent Pasquali        | CPT  | 1-5     |
| Pro GT by Alméras       | Porsche 911 GT3 R (997)                 | 1   | Roland Bervillé         | CPT  | 6-7     |
| Pro GT by Alméras       | Porsche 911 GT3 R (997)                 | 2   | Henry Hassid            | CPT  | toutes  |
| Pro GT by Alméras       | Porsche 911 GT3 R (997)                 | 2   | Anthony Beltoise        | CPT  | toutes  |
| Pro GT by Alméras       | Porsche 911 GT3 R (997)                 | 3   | Jean-Claude Police      | CPT  | 1-4     |
| Pro GT by Alméras       | Porsche 911 GT3 R (997)                 | 3   | Laurent Cazenave        | CPT  | toutes  |
| Pro GT by Alméras       | Porsche 911 GT3 R (997)                 | 3   | Romain Monti            | CPT  | 5-7     |
| Saintéloc Racing        | Audi R8 LMS                             | 4   | Paul Lamic              | CPT  | toutes  |
| Saintéloc Racing        | Audi R8 LMS                             | 4   | Grégory Guilvert        | CPT  | toutes  |
| Saintéloc Racing        | Audi R8 LMS                             | 5   | Bruno Hernandez         | CPT  | 1-5,7   |
| Saintéloc Racing        | Audi R8 LMS                             | 5   | Dino Lunardi            | CPT  | 1-3,5   |
| Saintéloc Racing        | Audi R8 LMS                             | 5   | Renaud Derlot           | CPT  | 4       |
| Saintéloc Racing        | Audi R8 LMS                             | 5   | Bruce Lorgeré-Roux      | CPT  | 6       |
| Saintéloc Racing        | Audi R8 LMS                             | 5   | Soheil Ayari            | CPT  | 7       |
| Saintéloc Racing        | Audi R8 LMS                             | 5   | Marc Sourd              | CPT  | 6       |
| Saintéloc Racing        | Audi R8 LMS                             | 42  | Marc Sourd              | CPE  | 1-4     |
| Saintéloc Racing        | Audi R8 LMS                             | 42  | Patrice Madelaine       | CPE  | toutes  |
| Saintéloc Racing        | Audi R8 LMS                             | 42  | Pierre Hirschi          | CPE  | 5-7     |
| Saintéloc Racing        | Corvette Z06                            | 60  | Gilles Lallement        | CPE  | 4-5     |
| Saintéloc Racing        | Corvette Z06                            | 60  | Steve Compain           | CPE  | 4       |
| Saintéloc Racing        | Corvette Z06                            | 60  | Lionel Mazars           | CPE  | 5       |
| Graff Racing            | Mercedes-Benz SLS AMG GT3               | 7   | Jean-Pierre Champeau    | CPT  | 3       |
| Graff Racing            | Mercedes-Benz SLS AMG GT3               | 7   | Matthieu Vaxiviere      | CPT  | 3       |
| Graff Racing            | Mercedes-Benz SLS AMG GT3               | 26  | Jacques Laffite         | CPT  | 6       |
| Graff Racing            | Mercedes-Benz SLS AMG GT3               | 26  | Renaud Derlot           | CPT  | 6       |
| Graff Racing            | Mercedes-Benz SLS AMG GT3               | 26  | Nicolas Metairie        | CPT  | 7       |
| Graff Racing            | Mercedes-Benz SLS AMG GT3               | 26  | Nathanaël Berthon       | CPT  | 7       |
| Team Sofrev ASP         | Ferrari 458 Italia GT3                  | 10  | Éric Debard             | CPT  | toutes  |
| Team Sofrev ASP         | Ferrari 458 Italia GT3                  | 10  | Olivier Panis           | CPT  | toutes  |
| Team Sofrev ASP         | Ferrari 458 Italia GT3                  | 16  | Fabien Barthez          | CPT  | toutes  |
| Team Sofrev ASP         | Ferrari 458 Italia GT3                  | 16  | Morgan Moullin-Traffort | CPT  | toutes  |
| Team Sofrev ASP         | Ferrari 458 Italia GT3                  | 20  | Jean-Luc Beaubelique    | CPT  | toutes  |
| Team Sofrev ASP         | Ferrari 458 Italia GT3                  | 20  | Ludovic Badey           | CPT  | toutes  |
| Ruffier Racing          | Porsche 911 GT3 R (997)                 | 11  | Gabriel Abergel         | CPT  | 1-2     |
| Ruffier Racing          | Porsche 911 GT3 R (997)                 | 11  | Mike Parisy             | CPT  | 1-2, 4  |
| Ruffier Racing          | Porsche 911 GT3 R (997)                 | 11  | Nicolas Tardif          | CPT  | 4       |
| Ruffier Racing          | Lamborghini Gallardo                    | 30  | Romain Brandela         | CPE  | 7       |
| Ruffier Racing          | Lamborghini Gallardo                    | 30  | Georges Cabannes        | CPE  | 7       |
| Ruffier Racing          | Porsche 911 GT3 R (997)                 | 73  | Jean-Paul Buffin        | CPE  | toutes  |
| Ruffier Racing          | Porsche 911 GT3 R (997)                 | 73  | Philippe Ullmann        | CPE  | 1-3,5-7 |
| Ruffier Racing          | Porsche 911 GT3 R (997)                 | 73  | Christian Demigneux     | CPE  | 4       |
| ART Grand Prix          | McLaren MP4 12C                         | 12  | Grégoire Demoustier     | CPT  | 1-5     |
| ART Grand Prix          | McLaren MP4 12C                         | 12  | Ulric Amado             | CPT  | toutes  |
| ART Grand Prix          | McLaren MP4 12C                         | 12  | Laurent Pasquali        | CPT  | 6-7     |
| Sébastien Loeb Racing   | Mercedes-Benz SLS AMG GT3               | 17  | Frédéric Gabillon       | CPT  | 1-6     |
| Sébastien Loeb Racing   | Mercedes-Benz SLS AMG GT3               | 17  | Gilles Vannelet         | CPT  | 1-6     |
| Sébastien Loeb Racing   | McLaren MP4 12C                         | 17  | Gilles Vannelet         | CPT  | 7       |
| Sébastien Loeb Racing   | McLaren MP4 12C                         | 17  | Sébastien Loeb          | CPT  | 7       |
| Sébastien Loeb Racing   | Mercedes-Benz SLS AMG GT3               | 18  | Nicolas Tardif          | CPT  | 7       |
| Sébastien Loeb Racing   | Mercedes-Benz SLS AMG GT3               | 18  | Nicolas Marroc          | CPT  | 7       |
| AF Corse                | Ferrari 458 Italia GT3                  | 21  | Tanakorn Ramindra       | CPT  | 7       |
| AF Corse                | Ferrari 458 Italia GT3                  | 21  | Cédric Sbirazzuoli      | CPT  | 7       |
| Sport Garage            | Ferrari 458 Italia GT3                  | 27  | Gilles Duqueine         | CPT  | toutes  |
| Sport Garage            | Ferrari 458 Italia GT3                  | 27  | Eric Cayrolle           | CPT  | toutes  |
| Sport Garage            | Ferrari 458 Italia GT3                  | 28  | Alban Dunod             | CPT  | toutes  |
| Sport Garage            | Ferrari 458 Italia GT3                  | 28  | Arno Santamato          | CPT  | toutes  |
| Sport Garage            | Ferrari 458 Italia GT3                  | 29  | Erwin France            | CPT  | 7       |
| Sport Garage            | Ferrari 458 Italia GT3                  | 29  | Franck Morel            | CPT  | 7       |
| Team Audi France WRT    | Audi R8 LMS Ultra                       | 31  | Karim Doguet            | CPT  | 7       |
| Team Audi France WRT    | Audi R8 LMS Ultra                       | 31  | Adrien Tambay           | CPT  | 7       |
| Team Audi France WRT    | Audi R8 LMS Ultra                       | 32  | David Hallyday          | CPT  | toutes  |
| Team Audi France WRT    | Audi R8 LMS Ultra                       | 32  | Stéphane Ortelli        | CPT  | toutes  |
| Team Audi France WRT    | Audi R8 LMS Ultra                       | 33  | Yves Weerts             | CPT  | 7       |
| Team Audi France WRT    | Audi R8 LMS Ultra                       | 33  | Laurens Vanthoor        | CPT  | 7       |
| JWS Racing by Saintéloc | Audi R8 LMS Audi R8 LMS Ultra           | 38  | Jean-Marc Quintois      | CPT  | toutes  |
| JWS Racing by Saintéloc | Audi R8 LMS Audi R8 LMS Ultra           | 38  | William David           | CPT  | toutes  |
| Sport 5                 | Porsche 997 GT3 Cup                     | 40  | Mario Martins           | CPE  | 1-4,6-7 |
| Sport 5                 | Porsche 997 GT3 Cup                     | 40  | Lonni Martins           | CPE  | 1-4,6-7 |
| Sport 5                 | Porsche 997 GT3 Cup                     | 50  | José Martins            | CPE  | 1-4,6-7 |
| Sport 5                 | Porsche 997 GT3 Cup                     | 50  | Baptista Mapril         | CPE  | 1-4,6-7 |
| AB Motorsport           | BMW Z4 GT3 (E89)                        | 41  | Arthur Bleynie          | CPE  | 1-2     |
| AB Motorsport           | BMW Z4 GT3 (E89)                        | 41  | Romain Brandela         | CPE  | 1-2     |
| Team Pouchelon          | Dodge Viper GTS Dodge Viper Coupe CC S2 | 44  | Erwin France            | CPE  | 1-6     |
| Team Pouchelon          | Dodge Viper GTS Dodge Viper Coupe CC S2 | 44  | Franck Morel            | CPE  | 1-6     |
| Autovitesse             | Lamborghini Gallardo                    | 63  | Cédric Leimer           | CPT  | 5,7     |
| Autovitesse             | Lamborghini Gallardo                    | 63  | Jonathan Cochet         | CPT  | 5,7     |
| SMG                     | Porsche 911 GT3 R (997)                 | 83  | Eric Clément            | CPT  | 7       |
| SMG                     | Porsche 911 GT3 R (997)                 | 83  | Philippe Gache          | CPT  | 7       |

| Icone | Catégorie                          |
| ----- | ---------------------------------- |
| CPT   | Championnat de France FFSA GT      |
| CPE   | Coupe de France FFSA GT (amateurs) |

## Calendrier
| Manche | Manche | Date         | Meeting                    | Circuit                       | Lieu         | Pays/Région                  |
| ------ | ------ | ------------ | -------------------------- | ----------------------------- | ------------ | ---------------------------- |
| 1      | C1     | 28 avril     | GT Tour Lédenon            | Circuit de Lédenon            | Lédenon      | Languedoc-Roussillon, France |
| 1      | C2     | 29 avril     | GT Tour Lédenon            | Circuit de Lédenon            | Lédenon      | Languedoc-Roussillon, France |
| 2      | C1     | 19 mai       | GT Tour Dijon              | Circuit de Dijon-Prenois      | Prenois      | Bourgogne, France            |
| 2      | C2     | 20 mai       | GT Tour Dijon              | Circuit de Dijon-Prenois      | Prenois      | Bourgogne, France            |
| 3      | C1     | 23 juin      | GT Tour Val-de-Vienne      | Circuit du Val de Vienne      | Le Vigeant   | Poitou-Charentes, France     |
| 3      | C2     | 24 juin      | GT Tour Val-de-Vienne      | Circuit du Val de Vienne      | Le Vigeant   | Poitou-Charentes, France     |
| 4      | C1     | 14 juillet   | GT Tour Magny-Cours        | Circuit de Nevers Magny-Cours | Magny-Cours  | Bourgogne, France            |
| 4      | C2     | 15 juillet   | GT Tour Magny-Cours        | Circuit de Nevers Magny-Cours | Magny-Cours  | Bourgogne, France            |
| 5      | C1     | 8 septembre  | GT Tour Navarra            | Circuit de Navarre            | Los Arcos    | Navarre, Espagne             |
| 5      | C2     | 9 septembre  | GT Tour Navarra            | Circuit de Navarre            | Los Arcos    | Navarre, Espagne             |
| 6      | C1     | 29 septembre | Fête de l'ACO              | Circuit Bugatti               | Le Mans      | Pays de la Loire, France     |
| 6      | C2     | 30 septembre | Fête de l'ACO              | Circuit Bugatti               | Le Mans      | Pays de la Loire, France     |
| 7      | C1     | 27 octobre   | GT Tour finale Paul Ricard | Circuit Paul-Ricard           | Le Castellet | Provence, France             |
| 7      | C2     | 28 octobre   | GT Tour finale Paul Ricard | Circuit Paul-Ricard           | Le Castellet | Provence, France             |

## Résultats
| Manche | Manche | Meeting                    | Pole Position       | Vainqueurs classement général            | Vainqueurs Coupe de France             |
| ------ | ------ | -------------------------- | ------------------- | ---------------------------------------- | -------------------------------------- |
| 1      | C1     | GT Tour Lédenon            | Grégoire Demoustier | Paul Lamic / Grégory Guilvert            | Erwin France / Franck Morel            |
| 1      | C2     | GT Tour Lédenon            | Olivier Panis       | Laurent Pasquali / Franck Perera         | Jean-Paul Buffin / Philippe Ullmann    |
| 2      | C1     | GT Tour Dijon              | Gilles Vannelet     | Henry Hassid / Anthony Beltoise          | Jean-Paul Buffin / Philippe Ullmann    |
| 2      | C2     | GT Tour Dijon              | Grégory Guilvert    | Laurent Pasquali / Franck Perera         | Erwin France / Franck Morel            |
| 3      | C1     | GT Tour Val-de-Vienne      | Jean-Claude Police  | Henry Hassid / Anthony Beltoise          | Jean-Paul Buffin / Philippe Ullmann    |
| 3      | C2     | GT Tour Val-de-Vienne      | Anthony Beltoise    | Ludovic Badey / Jean-Luc Beaubelique     | Jean-Paul Buffin / Philippe Ullmann    |
| 4      | C1     | GT Tour Magny-Cours        | Henry Hassid        | Paul Lamic / Grégory Guilvert            | Erwin France / Franck Morel            |
| 4      | C2     | GT Tour Magny-Cours        | Grégory Guilvert    | Grégoire Demoustier / Ulric Amado        | Jean-Paul Buffin / Christian Demigneux |
| 5      | C1     | GT Tour Navarra            | Grégoire Demoustier | Grégoire Demoustier / Ulric Amado        | Erwin France / Franck Morel            |
| 5      | C2     | GT Tour Navarra            | Anthony Beltoise    | Fabien Barthez / Morgan Moullin-Traffort | Jean-Paul Buffin / Philippe Ullmann    |
| 6      | C1     | Fête de l'ACO              | Éric Debard         | Éric Debard / Olivier Panis              | Jean-Paul Buffin / Philippe Ullmann    |
| 6      | C2     | Fête de l'ACO              | Ulric Amado         | Laurent Pasquali / Ulric Amado           | Jean-Paul Buffin / Philippe Ullmann    |
| 7      | C1     | Finale GT Tour Paul-Ricard | David Hallyday      | Henry Hassid / Anthony Beltoise          | Georges Cabannes / Romain Brandela     |
| 7      | C2     | Finale GT Tour Paul-Ricard | Anthony Beltoise    | David Hallyday / Stéphane Ortelli        | Jean-Paul Buffin / Philippe Ullmann    |